# Доњи Милановац
Доњи Милановац (до 19. века зван Пореч) је градско насеље у Србији, у општини Мајданпек, у Борском округу. Ово место на самој обали Дунава, непосредно у близини веома значајног археолошког налазишта Лепенски Вир, које је уједно и центар националног парка Ђердап. Према попису из 2022. било је 1.984 становника (према попису из 2011. било је 2.410 становника).

## Географија и клима
На десној обали Дунава, у Ђердапској клисури, у средишту националног парка Ђердап, смештен је Доњи Милановац на надморској висини од 75 метара. На удаљености од око 22 km смештен је најближи град Мајданпек који је уједно седиште истоимене општине. По начину постанка и изгледу Ђердапска клисура је композитна која се састоји из четири сужења – клисуре и три проширења – котлине, и чине је: Горња (Голубачка) клисура, Љупковска котлина, клисура Госпођин вир, Доњемилановачка котлина, клисура Казан (Велики и Мали), Оршавска котлина и Сипска клисура. Дунав у овом делу свог тока прави велики „лакат“ у чијем се темену налази Доњемилановачка котлина дуга 19 km. Ту је Дунав широк око 1800 м, постојаног водостаја и мирне површине (нема вирова), тако да постоје изузетне могућности за оне који желе вожњу бродићем или уживају у спортовима на води. У Доњемилановачкој котлини Ђердапског језера, низводно од самог града, утиче велика притока, Поречка река, на чијем је ушћу, услед издизања нивоа воде, створен простран и дубок залив.
Од ушћа Поречке реке, Дунав осам километара тече праволинијски на североисток и у овом делу широк је 600-800 метара. У том делу, уочљиви су гребени Карпатских планина у Румунији, као и чувена планина Мироч, на десној обали у Србији. Одатле, низводно је пролаз Казан, који представља део Доње Ђердапске клисуре, оличен у масивима Велики Чакор (на левој обали) и Велики Штрбац. (на десној обали). (Види:туристичка карта општине Мајданпек Архивирано на веб-сајту  (26. јун 2021))
Југозападно од Доњег Милановца и котлине простире се планина Лишковац (Велики Лишковац 803 м), на истоку је Поречка река и преко ње планина Велики Гребен, на југу је Шашка река и преко ње планина Мали Крш (929 м), на западу се налази Мајданпек, Северни Кучај и Шомрда. Планина Мироч (Велики Штрбац 768 м) се простире од Доњег Милановца до Текије. Од планине Велики Гребен одвојена је реком Вратном. На Мироч планини, недалеко од Милановца, налази се село Мироч које представља врло лепу етно-амбијенталну целину. Ту је пећина Градашица, велики број вртача и увала, јама и понора. Посебну атракцију представља Геруталис – остатак монументалног римског утврђења. На шест километара од Доњег Милановца налази се етно комплекс Капетан Мишин брег. Смештен је на узвишењу са којег се пружа најлепши поглед на залазак сунца у Ђардапу, Србији и Балкану.

## Историја
Узводно од Доњег Милановца код села Бољетин, на дунавској тераси у оквиру заштићеног Националног парка Ђердап налази се археолошки локалитет Лепенски Вир. Насеље из доба неолита старо је око 8.500 година и прошло је кроз четири развојне фазе. Насеље представља најстарије сведочанство о животу праисторијске заједнице рибара и ловаца уз Дунав, а напуштено је 4.500 година п. н. е. На основу остатака примећено је да је првобитна заједница била ловачко-сакупљачка, након чега се развила у заједницу пољопривредних сточара. Археолози су пронашли остатке кућа са трапезастом основом и каменим огњиштем, као и 54 камене скулптуре, које су представљала њихова божанства. Становници Лепенског вира су припитомили животиње, научивши их да обрађују земљу, након чега су се преселили у пределе који имају боље могућности за земљорадњу.(Видео:Музеј Лепенски ВирЛепенски Вир и етно село)
Недалеко од Мајданпека и Доњег Милановца код истоименог села налази се рано енеолитски рудник „Рудна Глава“ (5.000. година п. н. е.) који представља археометалуршки локалитет на коме су пронађени остаци пећи и радионица за прераду бакра чиме се сврстава у један од најстаријих праисторијских рудника метала и припада прелазном периоду из каменог у метално доба. (Галерија слика локалитета Рудна Глава)
У ове крајеве и на Балкану досељавају се Индоевропљани, у 2 миленијум п. н. е. Током тог раног раздобља, од 13. до 12. века п. н. е. први се истичу Стари Грци, када Аргонаути крећу у потрагу за златним руном. Сам назив, оближње реке Пек везан је за присуство Старих Грка, који је грчког порекла, и потиче од облика pékos са значењем „овчије руно“, које су ови стари народи полагали у корито реке ради испирања злата. (Испирачи злата са Пека – РТС Енциклопедија за радознале 2012) Из тог периода везује се и најстарији назив за реку Дунав, старогрчки хидроним Истар, којим су пловили Аргонаути управо у потрази за златним руном. За те ране старогрчке истраживаче Истар је подразумевао искључиво доњи ток Дунава, који се по њима завршавао код Гвоздених врата, односно Ђердапске клисуре. Хесиод у свом делу „Теогонеји“ помиње Истар као једну од четири највеће реке у свету (ондашњег познатог света). Утемељивач историјске науке, Херодот, реку Истар назива „северним Нилом“, односно сматра да је Истар северни пандан велике египатске реке. Према античким писцима, област између Велике Мораве и Дунава, је у предримско доба била слабо насељена. Остало је забележено, да у то време, ове крајеве насељавају Трачани међу којима се највише истицало племе Трибала. Потом, ове области у 4. веку п. н. е. насељавају Келти који ће имати важну улогу како на овом тако и на много ширем простору. Само порекло данашњег назива реке Дунав води порекло из келтског језика. Келтска реч сродна је са називима за реку, односно за „велику воду“ у неким другим језицима, као што је са австијским дану или са осетским дон, од кога потиче и име руске реке Дон.
У 17. веку место се први пут помиње под називом Бања и као рибарско сеоце био је близу ушћа реке Пореч у Дунав. Средиште Поречке области, насеље Бању, уништавају Турци. Немирна времена, страх од турске војске, натерали су становништво да 1690. године на дунавском острву Пореч подигну ново насеље и назову по имену острва. Због честих поплава по наредби кнеза Милоша Обреновића из 1830. године Пореч је пресељен са нижег острва на вишу десну обалу Дунава, како би се сачувао од пролећних поплава. Уз то променио је назив у Милановац. Име је добио по Милошевом прворођеном сину престолонаследнику Милану. Било је то једно од првих насеља које је саграђено по регулационом плану који је осмислио војвода поречки Стефан Стефановић Тенка. Три деценије касније, 1859. године, када је под планином Рудник настао Горњи Милановац, овај на Дунаву добија одредницу Доњи. У првој половини 19. века варош је имала преко 150 кућа, главну улицу, цркву, казнени завод, царину, школу и јавну кућу и огромно пристаниште, а његови становници били су познати трговци и врсни крманоши. У то доба, најпознатији житељи места су били Стефан Стефановић Тенка и Миша Анастасијевић.
Капетан Миша (1803—1885), председник Скупштине кнежевине Србије, добротвор, велетрговац сољу и један од најбогатијих људи тога доба, који је живот провео у Београду и Букурешту. Капетан Миша је подигао нову православну цркву у Милановцу (Милошевцу) и ту поред храма гробницу са спомен-каменом. Ту је сахранио своју маћеху Миљу (коју је волео колико и мајку), када је умрла 1837. године. У време када је 1845. године Миша купио материјал да подигне велику кућу у Милановцу, десио се проблем око градње нове цркве. Његови Поречани су били поставили дрвену цркву а за другу - нову уместо ње од чврстог материјала нису имали довољно средстава. Анастасијевић је понудио материјал спремљен за градњу његове куће (од које је одустао) за градњу храма и још је понудио 1000 талира зајма. Када је црква била завршена, он им је сав дуг опростио и још приде је набавио звоно за школу.
Стефан Стефановић Тенка (1797—1865) војвода поречки, министар просвете и надзорник карантина, после Устава 1838. министар правде и просвете, од 1840.42 године изгнаник у Цариграду, од 1848. до 1857. године председник Државног савета (Владе).
Варош је била погођена великом поплавом у фебруару 1940.
До 1965. године је ово насеље седиште општине Доњи Милановац коју су чинила насељена места: Бољетин, Доњи Милановац, Голубиње, Клокочевац, Мироч, Мосна и Тополница. У састав општине је улазило и тада самостално насељено место Штрбац које је данас саставни део насеља Голубиње. После укидања општине подручје бивше општине је у целини ушло у састав општине Мајданпек.
Услед изградње ХЕ Ђердап Доњи Милановац је измештен 1971. године.
Доњи Милановац се раније звао Пореч, ново име је добио по кнезу Милану Обреновићу, рано умрлом сину кнеза Милоша.

## Демографија
Према попису из 2022. у Доњем Милановцу било је 1.984 становника што је за 426 мање (-17,68%) у односу на попис из 2011. када је било 2.410 становника. У насељу живи 1.699 пунолетних становника, а просечна старост становништва износи 47,10 година (45,42 код мушкараца и 48,61 код жена).
Према подацима пописа из 2022. у насељу има 879 домаћинства, а просечан број чланова по домаћинству је 2,26 [2] а према истом попису у насељу има 1166 домаћинстава, а просечан број чланова по домаћинству је 2,69.
Ово насеље је великим делом насељено Србима (према попису из 2002. године).
|             | \| Демографија[17] \| Демографија[17] \| Демографија[17] \| \| Година \| Становника \| Становника \| \| --------------- \| --------------- \| --------------- \| \| 1948. \| 2.274 \| \| \| 1953. \| 2.629 \| \| \| 1961. \| 2.669 \| \| \| 1971. \| 2.595 \| \| \| 1981. \| 2.996 \| \| \| 1991. \| 3.338 \| 3.265 \| \| 2002. \| 3.132 \| 3.354 \| \| 2011. \| 2.410 \| \| \| 2022. \| 1.984 \| \| |            |
| Демографија | |            |
| Година      | Становника | Становника |
| 1948.       | 2.274 |            |
| 1953.       | 2.629 |            |
| 1961.       | 2.669 |            |
| 1971.       | 2.595 |            |
| 1981.       | 2.996 |            |
| 1991.       | 3.338 | 3.265      |
| 2002.       | 3.132 | 3.354      |
| 2011.       | 2.410 |            |
| 2022.       | 1.984 |            |

| Етнички састав према попису из 2002.‍ | Етнички састав према попису из 2002.‍ | Етнички састав према попису из 2002.‍ | Етнички састав према попису из 2002.‍ | Етнички састав према попису из 2002.‍ |
| ------------------------------------ | ------------------------------------ | ------------------------------------ | ------------------------------------ | ------------------------------------ |
|                                      |                                      |                                      |                                      |                                      |
| Срби                                 | Срби                                 |                                      | 3.018                                | 96,36%                               |
| Црногорци                            | Црногорци                            |                                      | 19                                   | 0,60%                                |
| Власи                                | Власи                                |                                      | 19                                   | 0,60%                                |
| Хрвати                               | Хрвати                               |                                      | 12                                   | 0,38%                                |
| Југословени                          | Југословени                          |                                      | 12                                   | 0,38%                                |
| Муслимани                            | Муслимани                            |                                      | 8                                    | 0,25%                                |
| Македонци                            | Македонци                            |                                      | 6                                    | 0,19%                                |
| Румуни                               | Румуни                               |                                      | 5                                    | 0,15%                                |
| Украјинци                            | Украјинци                            |                                      | 2                                    | 0,06%                                |
| Словенци                             | Словенци                             |                                      | 2                                    | 0,06%                                |
| Русини                               | Русини                               |                                      | 2                                    | 0,06%                                |
| Мађари                               | Мађари                               |                                      | 2                                    | 0,06%                                |
| Роми                                 | Роми                                 |                                      | 1                                    | 0,03%                                |
| Албанци                              | Албанци                              |                                      | 1                                    | 0,03%                                |
| непознато                            | непознато                            |                                      | 3                                    | 0,09%                                |

| Година пописа     | 1948. | 1953. | 1961. | 1971. | 1981. | 1991. | 2002. |
| ----------------- | ----- | ----- | ----- | ----- | ----- | ----- | ----- |
| Број домаћинстава | 578   | 734   | 785   | 831   | 970   | 1.106 | 1.166 |

| Број чланова      | 1   | 2   | 3   | 4   | 5  | 6  | 7 | 8 | 9 | 10 и више | Просек |
| ----------------- | --- | --- | --- | --- | -- | -- | - | - | - | --------- | ------ |
| Број домаћинстава | 265 | 314 | 234 | 255 | 74 | 22 | 1 | 1 | 0 | 0         | 2,69   |

| Пол    | Укупно | Неожењен/Неудата | Ожењен/Удата | Удовац/Удовица | Разведен/Разведена | Непознато |
| ------ | ------ | ---------------- | ------------ | -------------- | ------------------ | --------- |
| Мушки  | 1.247  | 408              | 729          | 45             | 65                 | 0         |
| Женски | 1.360  | 312              | 746          | 203            | 96                 | 3         |
| УКУПНО | 2.607  | 720              | 1.475        | 248            | 161                | 3         |

| Пол    | Укупно                    | Пољопривреда, лов и шумарство | Рибарство                            | Вађење руде и камена | Прерађивачка индустрија       |
| ------ | ------------------------- | ----------------------------- | ------------------------------------ | -------------------- | ----------------------------- |
| Мушки  | 689                       | 61                            | 5                                    | 33                   | 287                           |
| Женски | 594                       | 22                            | 0                                    | 2                    | 276                           |
| УКУПНО | 1.283                     | 83                            | 5                                    | 35                   | 563                           |
| Пол    | Производња и снабдевање   | Грађевинарство                | Трговина                             | Хотели и ресторани   | Саобраћај, складиштење и везе |
| Мушки  | 20                        | 23                            | 25                                   | 66                   | 19                            |
| Женски | 3                         | 1                             | 55                                   | 115                  | 3                             |
| УКУПНО | 23                        | 24                            | 80                                   | 181                  | 22                            |
| Пол    | Финансијско посредовање   | Некретнине                    | Државна управа и одбрана             | Образовање           | Здравствени и социјални рад   |
| Мушки  | 1                         | 19                            | 44                                   | 22                   | 17                            |
| Женски | 6                         | 8                             | 7                                    | 29                   | 39                            |
| УКУПНО | 7                         | 27                            | 51                                   | 51                   | 56                            |
| Пол    | Остале услужне активности | Приватна домаћинства          | Екстериторијалне организације и тела | Непознато            | Непознато                     |
| Мушки  | 28                        | 0                             | 0                                    | 19                   | 19                            |
| Женски | 18                        | 0                             | 0                                    | 10                   | 10                            |
| УКУПНО | 46                        | 0                             | 0                                    | 29                   | 29                            |

## Знамените личности
- Старина Новак, српски хајдук из 16. века, борио се у служби влашког кнеза Михајла Храброг.
- Стефан Стефановић Тенка, српски политичар и поречки кнез из 19. века, ослободио Неготин од Турака.
- Данило Стефановић, српски политичар и председник владе Кнежевине Србије.
- Миша Анастасијевић, српски титуларни мајор, трговац и добротвор из 19. века.

## Спорт
- ФК Пореч, фудбалски клуб основан 1932. године.